# Rhopica sukachevae
Rhopica sukachevae är en tvåvingeart som beskrevs av Mikhail B. Mostovski 2000. Rhopica sukachevae ingår i släktet Rhopica och familjen puckelflugor.
Artens utbredningsområde är Thailand. Inga underarter finns listade i Catalogue of Life.